# Network News Transfer Protocol
Network News Transfer Protocol（ネットワーク ニュース トランスファー プロトコル、NNTP）は、インターネットアプリケーションプロトコルのひとつである。おもに、ネットニュース (Usenet) の記事を読むことと記事を投稿することのために使われる。記事はニュースサーバ間を相互に配送される。カリフォルニア大学サンディエゴ校のBrian Kantorとカリフォルニア大学バークレー校のPhil LapsleyがNetwork News Transfer Protocolの仕様であるRFC 977を1986年の5月に完成させた。他の貢献者として、Baylor College of MedicineのStan BarberとApple ComputerのErik Fairがいる。
UsenetはもともとはUUCPネットワーク上での使用を前提として設計された。つまり、ほとんどの記事は電話回線で直接コンピュータ同士を接続して配送されていた。読者と投稿者は同じニュースサーバにログインし、そのサーバのディスクにある記事を直接読んでいた。
LANとインターネットが一般に普及すると、パーソナルコンピュータ上で使用できるニュースリーダーと、インターネット上で記事を配送する手段が必要とされた。インターネットで互換性のあるファイルシステムがまだ広くは利用できなかったため、SMTP に類似した新しいプロトコルを作ることになった。
ウェルノウンTCPポート番号である119番はNNTPのために予約されている。クライアントがSSLでニュースサーバに接続するときはTCPのポート563番が使われる。これはNNTPSと呼ばれることがある。
最近では、Webで利用可能なBBSやその他インターネットコミュニティサイトが普及したことと、NNTPがボットネットの活動に利用されることが多くなったことが原因で、殆ど利用されなくなってきている。

## Network News Reader Protocol (NNRP)
1990年代のはじめにNNTP標準が策定されようとしていたとき、NNTPをクライアント側での使用に特化したもの (NNRP) が提案された。このプロトコルは決して完全には実装されていなかったが、INNに付属するnnrpdというプログラムでその名前が使われ続けている。結果として、クライアントにとって使いやすい標準的なNNTPコマンドのサブセットが、今もNNRPと呼ばれている。

## NNTP サーバソフトウェア
- Leafnode
- InterNetNews
- C News
- Apache James
- Synchronet
- Cyrus IMAP server
- Diablo

## 翻訳元
en:Network News Transfer Protocol 2006-05-02 12:34 UTCより翻訳。著者 : Aldie, Nanshu, Christian, Fleminra ほか